# Драйв Клик Банк
Драйв Клик Банк (до декабря 2022 года Сетелем Банк) — дочерний банк ПАО «Сбербанк», осуществляющий потребительское кредитование. В прошлом был совместным предприятием с французским банком BNP Paribas.

## История
Общество с ограниченной ответственностью «Коммерческий банк „БНП Париба Восток“» было зарегистрировано Банком России под № 2168 27 ноября 1992 года. Также оно носило названия «Тавис» (до 4 февраля 2005 года), «Национальные финансовые традиции» (до 24 ноября 2005 года), «УкрСиббанк» (до 20 июня 2007 года). Параллельно с юридическим лицом КБ ООО «БНП ПАРИБА Восток», на рынке потребительского кредитования с 2007 года начало работать ещё одно юридическое лицо ЗАО «БНП ПАРИБА» именно оно специализировалось на выдаче потребительских кредитов в торговых точках (М.Видео, DNS, MediaMarkt) и в дилерских центрах начиная с 2008 года. Выдача кредитных карт началась с 2009 года.
В июне 2011 года BNP Paribas и Сбербанк России приняли решение о создании совместного предприятия, которое, работая под торговой маркой Cetelem, будет заниматься розничным кредитованием в магазинах. В сентябре 2011 года BNP Paribas приняла решение возложить эти функции на ООО «КБ „БНП Париба Восток“».
В сентябре 2012 года Сбербанк завершил сделку по приобретению 70 % акций ООО «КБ „БНП Париба Восток“»; 30 % остались у группы BNP Paribas. В октябре 2013 года доля Сбербанка увеличилась до 74 %, а на сентябрь 2015 года доля Сбербанка увеличилась до 79,2 %. В июне 2013 года банк был переименован в ООО «Сетелем Банк». Участник системы страхования вкладов (с 22 сентября 2005 года). «Сетелем» (фр. Cetelem, сокращение от CrEdiT 'a l'ELEctro-Menager, рус. Кредит на приобретение электробытовой техники) — бренд, под которым BNP Paribas предоставляет услуги потребительского кредитования в ряде стран.
15 октября 2020 года Сбербанк объявил, что выкупит у BNP Paribas Personal Finance 20,8 % акций и станет единственным владельцем «Сетелем».

## Деятельность
По состоянию на 2021 год основной деятельностью банка «Сетелем» было автокредитование.

## Санкции
24 февраля 2022 года, в связи с вторжением России на Украину, компания попала под санкции Канады «за роль в содействии или поддержке неспровоцированного и неоправданного вторжения России в Украину». Также компания находится в санкционном списке США «против России за её злодеяния в Украине», Украины и Австралии.